# لوکا ویدو
لوکا ویدو (زاده ۳ فوریه ۱۹۹۷) یک بازیکن فوتبال اهل ایتالیا است. در پست مهاجم و برای تیم رجانا بازی می‌کند.